# Club de Fútbol Intercity
Maillots
Actualités
Le Club de Fútbol Intercity est un club de football espagnol basé à Alicante dans la Communauté valencienne qui évoule en Segunda Federación, le quatrième niveau du football espagnol, depuis la saison 2025-2026.
C'est le premier et le seul club espagnol à être côté en bourse.

## Histoire
Le club est créé le 17 juin 2017 à la suite d'un accord avec le GCD Sant Joan d'Alacant.
Lors de sa première saison, en Primera Regional, le club termine à la 1re place du groupe 8 est et promu en Regional Preferente après avoir battu le CD Utiel et CD Onda lors des barrages.
Lors de l'été 2018, le club veut accéder en Tercera División en fusionnant avec le Novelda CF mais la RFEF rejette la proposition car les deux clubs ne remplissaient pas les conditions géographiques requises,.
Le club évolue, donc, lors de la saison 2018-2019, en Regional Preferente dans le groupe 4. La saison se termine avec une 1re place et une promotion en Tercera División.
Lors de l'intersaison, le club participe au enchère pour prendre la place laissé vacante par le CF Reus Deportiu en Segunda División B mais cette place revient finalement au FC Andorra.
Lors de la saison 2019-2020 arrêté prématurément à la 28e journée en raison de la pandémie de Covid-19, le club, qui dispute sa première saison dans les catégories nationales, termine à la 5e place et se qualifie pour les barrages de promotion grâce à l'inéligibilité du Villarreal CF C de participer au barrages du fait de la présence du Villarreal CF B en Segunda División B la saison prochaine. Cependant, le club échoue lors des demi-finales des barrages contre le CD Alcoyano après un 0-0. Le club dispute, aussi pour la première fois, la Coupe du Roi, grâce à sa 1re place acquise la saison précédente. Après avoir battu l'UD Gran Tarajal au tour préliminaire, le club s'incline au 1er tour contre l'Athletic Club, futur finaliste de la compétition, sur le score de 0-3.
La saison suivante, le championnat est divisé en deux phases. Lors de la première phase, Intercity termine à la 3e place de son sous-groupe, qui le place, lors de la deuxième phase, dans les groupes de promotion. Le club termine, à nouveau, 3e derrière les deux places promouvables qui donne accès à la nouvelle Segunda División RFEF. Cette 3e place lui donne le droit de disputer les barrages pour accéder à la Segunda División RFEF. Lors de ces barrages, il écarte, d'abord, le Villarreal CF C après un match nul et vierge, puis Elche Ilicitano sur le score de 1-0, synonyme de promotion en Segunda División RFEF.
Lors de la saison 2021-2022, le CF Intercity termine 1er de son groupe est et promu en Primera División RFEF après un nul sans but contre le CF La Nucía, 2e.
Pour sa première saison dans le troisième échelon, le club termine à la 11e place. En Coupe du Roi, le club s'arrête en seizièmes de finale contre le FC Barcelone sur le score de 3-4 après prolongations, malgré le triplé d'Oriol Soldevila, ancien de La Masia.

## Palmarès et records

### Palmarès
Le club est champion de son groupe de Primera Regional lors de la saison 2017-2018, champion de son groupe de Regional Preferente lors de la saison 2018-2019 et champion de son groupe de Segunda División RFEF lors de la saison 2021-2022.

### Bilan saison par saison
Légende
- Champion ou vainqueur de la compétition
- Deuxième ou finaliste de la compétition
- Troisième de la compétition
- Promotion en division supérieure
- Relégation en division inférieure

| Saison    | Championnat | Championnat                    | Championnat | Championnat | Championnat | Championnat | Championnat | Championnat | Championnat | Championnat | Championnat | Copa del Rey        |
| Saison    | Niveau      | Division                       | Pos         | Pts         | J           | G           | N           | P           | Bp          | Bc          | Diff        | Copa del Rey        |
| --------- | ----------- | ------------------------------ | ----------- | ----------- | ----------- | ----------- | ----------- | ----------- | ----------- | ----------- | ----------- | ------------------- |
| 2017-2018 | 6           | Primera Regional (Gpe. 8)      | 1er         | 76          | 30          | 24          | 4           | 2           | 85          | 18          | +67         | —                   |
| 2018-2019 | 5           | Regional Preferente (Gpe. 4)   | 1er         | 78          | 34          | 25          | 3           | 6           | 92          | 25          | +67         | —                   |
| 2019-2020 | 4           | Tercera División (Gpe. 6)      | 5e          | 48          | 28          | 13          | 9           | 6           | 49          | 33          | +16         | Premier tour        |
| 2020-2021 | 4           | Tercera División (Gpe. 6)      | 3e          | 44          | 24          | 11          | 11          | 2           | 33          | 11          | +22         | —                   |
| 2021-2022 | 4           | Segunda División RFEF (Gpe. 5) | 1er         | 66          | 34          | 18          | 12          | 4           | 46          | 16          | +30         | —                   |
| 2022-2023 | 3           | Primera Federación (Gpe. 2)    | 11e         | 49          | 38          | 12          | 12          | 13          | 45          | 44          | +1          | Seizièmes de finale |
| 2023-2024 | 3           | Primera Federación (Gpe. 2)    | 15e         | 45          | 38          | 12          | 9           | 17          | 37          | 49          | -12         | —                   |
| 2024-2025 | 3           | Primera Federación (Gpe. 2)    | 20e         | 35          | 38          | 8           | 11          | 19          | 37          | 53          | -16         | —                   |
| 2025-2026 | 4           | Segunda Federación             | À venir     | À venir     | À venir     | À venir     | À venir     | À venir     | À venir     | À venir     | À venir     | —                   |

Notes : 
1. ↑  À cause de la pandémie de Covid-19, le championnat a été interrompu puis définitivement arrêté le 6 mai 2020.

### Bilan
| Niveau | Catégorie                        | Nombre de saisons | Première saison | Dernière saison | Total de saisons |
| ------ | -------------------------------- | ----------------- | --------------- | --------------- | ---------------- |
| 1er    | Primera División                 | 0                 | Jamais          | Jamais          | 0                |
| 2e     | Segunda División                 | 0                 | Jamais          | Jamais          | 0                |
| 3e     | Primera Federación (depuis 2021) | 3                 | 2022-2023       | 2024-2025       | 3                |
| 4e     | Tercera División (1977-2021)     | 2                 | 2019-2020       | 2020-2021       | 4                |
| 4e     | Segunda Federación (depuis 2021) | 2                 | 2021-2022       | 2025-2026       | 4                |